# Manfred Miller (Verwaltungswissenschaftler)
Manfred Miller (* 1956 in Ulm; † 2024) war ein deutscher Verwaltungswissenschaftler.

## Leben
Miller studierte an der Universität Konstanz, wo er 1981 als Diplom-Verwaltungswissenschaftler abschloss und 1985 zum Dr. rer. soc. promoviert wurde. Nach der Staatsprüfung für den höheren nicht-technischen Verwaltungsdienst 1986 war er Wissenschaftlicher Angestellter beim Statistischen Landesamt Baden-Württemberg und wechselte 1987 als Regierungsrat z. A. in das Landesgewerbeamt, wo er Persönlicher Referent des Präsidenten und stellvertretender Leiter des Referats „Organisation und innerer Dienst“ war. Nach einer Abordnung 1991 an das Sächsische Staatsministerium für Wirtschaft und Arbeit wurde er 1992 als Dozent an die Fachhochschule für öffentliche Verwaltung und Rechtspflege des Landes Sachsen-Anhalt, Fachbereich Öffentliche Verwaltung (seit 1998 Hochschule Harz) mit Sitz in Halberstadt berufen und 1993 zum Regierungsdirektor ernannt. Zum 1. Oktober 2018 wurde er pensioniert. 
Ein einjähriger Forschungsaufenthalt führte ihn 1994/1995 an das Forschungsinstitut für öffentliche Verwaltung nach Speyer. Von 2000 bis 2002 war er Referent des zeitweiligen Ausschusses für Funktional- und Verwaltungsreform im Landtag von Sachsen-Anhalt, von 2007 bis 2010 war er als externer Sachverständiger Mitglied der Enquete-Kommission „Personalentwicklung im öffentlichen Dienst des Landes Sachsen-Anhalt“ des Landtags von Sachsen-Anhalt.
Miller veröffentlichte auch numismatische Zeitschriftenaufsätze und Bücher.
Manfred Miller starb im Sommer 2024 nach kurzer Krankheit.

## Veröffentlichungen (Auswahl)

### Verwaltungswissenschaft
- Schwarzarbeit zwischen Anerkennung und Bekämpfung (= Konstanzer Dissertationen. 74). Hartung-Gorre, Konstanz 1985, ISBN 3-923200-91-9 (Zugleich: Konstanz, Universität, Dissertation, 1985).
- Mit Klaus König: Materialien zur Organisation und Reform von Landesverwaltungen (= Speyerer Forschungsberichte. 146, ISSN 0179-2326). Forschungsinstitut für Öffentliche Verwaltung, Speyer 1995, (3., unveränderte Auflage. ebenda 1995 (erschien März 1997), online).
- Vorstudien zur Organisation und Reform von Landesverwaltungen (= Speyerer Forschungsberichte. 149). 2 Bände. Forschungsinstitut für Öffentliche Verwaltung, Speyer 1995, (3., unveränderte Auflage. ebenda 1998, online).
- Als Herausgeber mit Martin Morlok und Rupert Windisch: Rechts- und Organisationsprobleme der Verwaltungsmodernisierung (= Schriften des Hellmuth-Loening-Zentrums für Staatswissenschaften Jena. 4). Berlin-Verlag Spitz, Berlin 1997, ISBN 3-87061-585-0.
- Internet für Juristen, Wirtschafts- und Sozialwissenschaftler. Grimberg, Ostbevern 1998, ISBN 3-9806500-3-0.
- Mit Bücken-Thielmeyer/Grimberg/Schneider/Wiegand/Gundlach/Fenzel: Kommunalverfassungsrecht Sachsen-Anhalt. Kommunal- und Schulverlag, Wiesbaden, Stand: 30. Nachlief. 2016, ISBN 978-3-86115-301-6[4]

### Numismatik
- Johannes Heinrich Müller: Deutsche Münzgeschichte bis zu der Ottonenzeit. Von Manfred Miller ergänzte Neuausgabe des gleichnamigen Werkes von 1860. Moneytrend Verlag, Wien 2012, ISBN 978-3-9503347-0-8.
- Mit Gerd V. Weege: Die Münzen der Päpste vom Mittelalter bis in die Gegenwart. Moneytrend Verlag, Purkersdorf 2015, ISBN 978-3-9503347-8-4.
- Deutsche Münzen- und Medaillengeschichte – Eine Einführung nicht nur für Sammler. Band 1: Allgemeiner Teil und Münzen von 1871 bis heute. Grimberg, Ostbevern 2010, ISBN 978-3-941636-09-5.